# داستين وير
داستين وير (12 أبريل 1990 بأتلانتا في الولايات المتحدة - ) (بالإنجليزية: Dustin Ware)‏ هو لاعب كرة سلة أمريكي في مركز هجوم خلفي. لعب مع جورجيا بولدوغز ‏.

## وصلات خارجية
- داستين وير على موقع كرة السلة الأوروبية.كوم (الإنجليزية)
- داستين وير على موقع كلية كرة السلة في سبورتس رفرنس.كوم (الإنجليزية)
- داستين وير على موقع ريلجم (الإنجليزية)
- داستين وير على موقع بروبوليرز (الإنجليزية)
- داستين وير على موقع سبورتس رفرنس (الإنجليزية)